# Histoire de la Courlande
Cet article résume l'histoire de la Courlande (Courlande en letton Kurzeme), région de Lettonie qui s'étend au sud-ouest du golfe de Riga (villes principales : Liepaja, Ventspils, Kuldinga) et est prolongée à l'est par la Sémigalie (Zemgale), à laquelle elle a été associée au cours de l'histoire, notamment dans le cadre du duché de Courlande (1561–1795), État qui a été une puissance coloniale, ayant colonisé Tobago et l'île James.

## La Préhistoire
Vers 5000 av. J.-C., la Courlande est occupée par des tribus baltes, ainsi que par les Lives, peuple finno-ougrien comme les Finnois.
Les Coures, peuple occupant la région au début du Moyen-âge, donnent leur nom à cette région.
- Histoire de la Scandinavie, histoire de la Finlande
- Langues balto-slaves, langues baltes
- Liste des tribus baltes (de)
- Mythologie balte (de)

## Le Moyen Âge

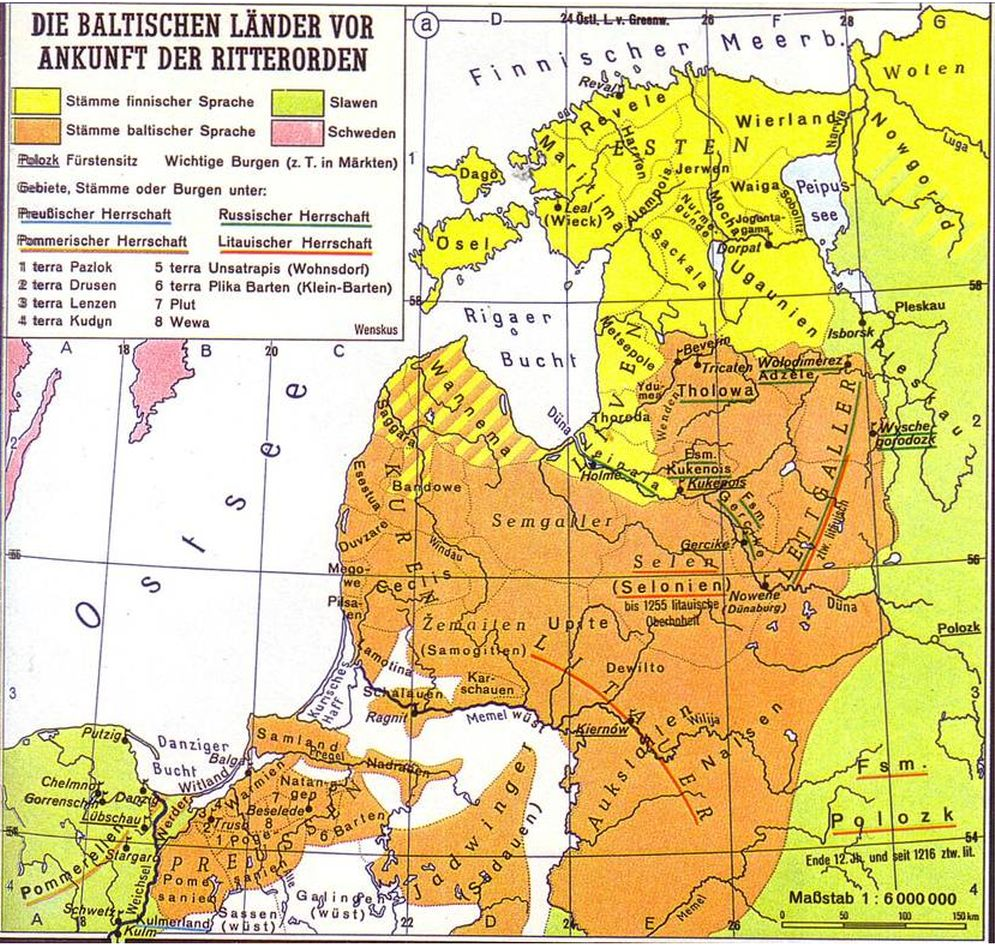
Pays prussiens et baltes vers 1200.
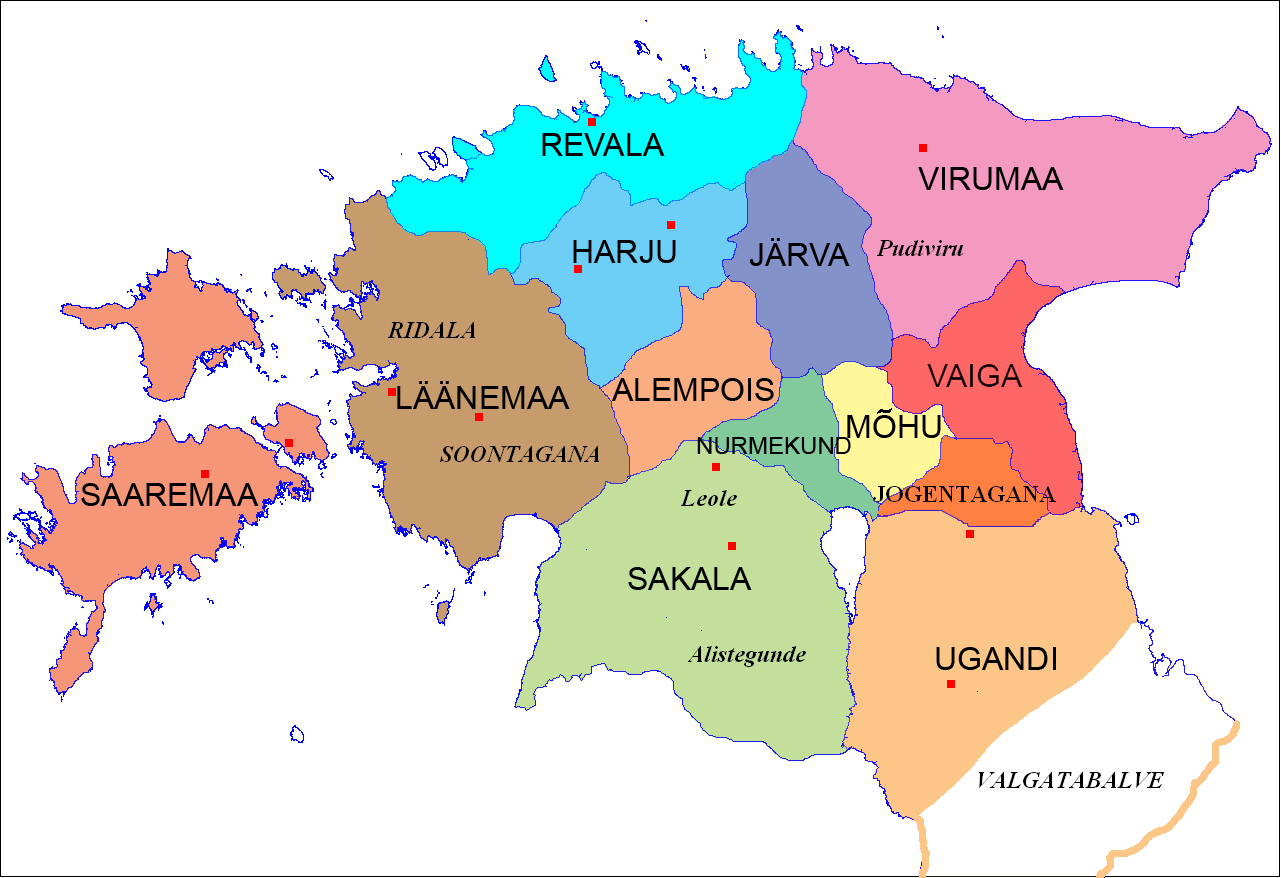
Découpage du territoire estonien vers 1200.
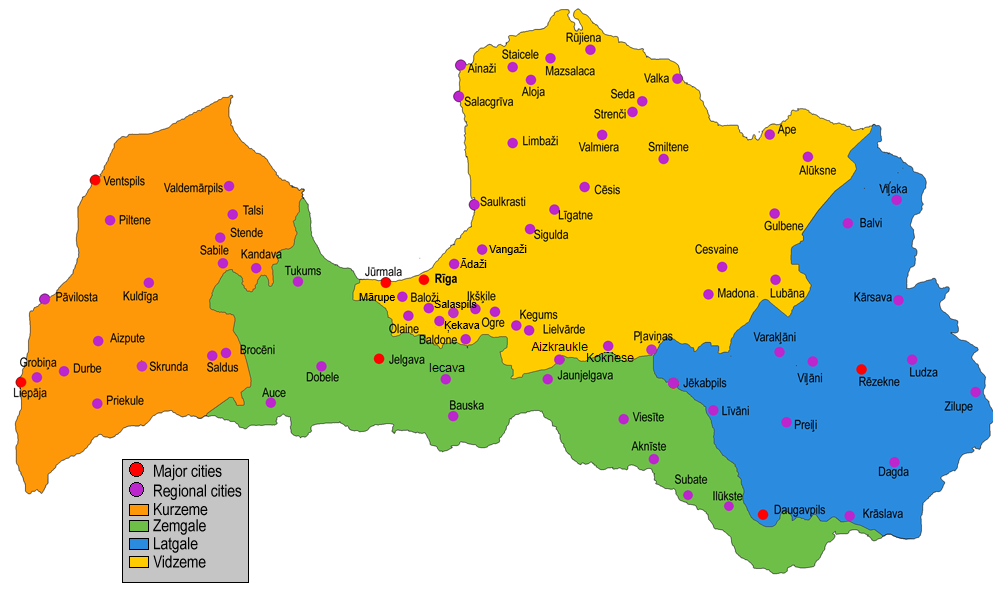
Régions historiques de Lettonie : Courlande (Kurzeme), Sémigalie (Zemgale), Latgale, Vidzeme.
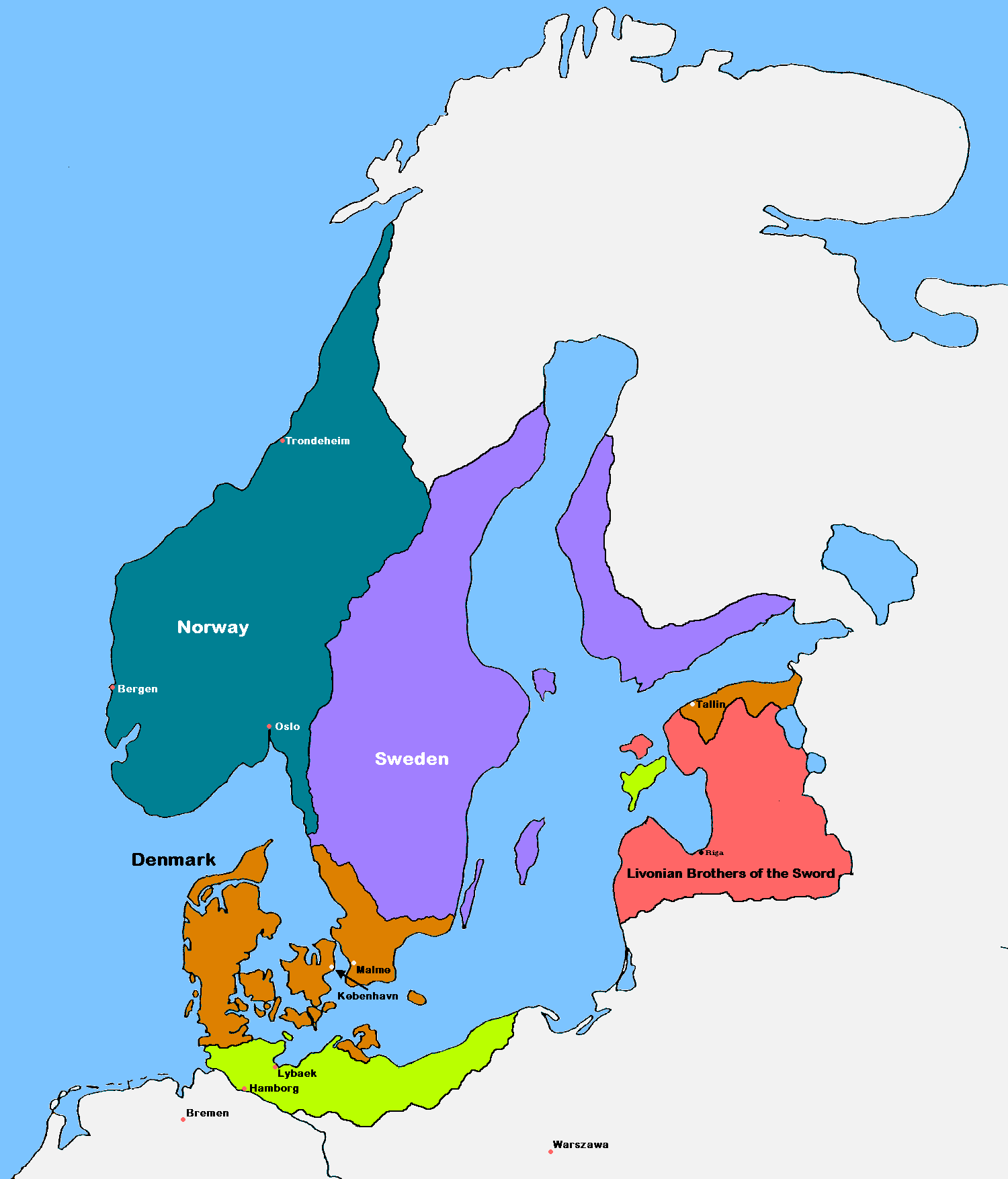
Dominium maris baltici, Scandinavie & pays baltes, 1219.

### Jusqu'auXIIesiècle
Les Coures sont cités sous la forme latine Cori dans la Vita Sancti Anscharii qui date de 888 comme un des peuples relevant de l'évêché de Hambourg fondé en 830.
En fait, les populations de la région restent païennes ; la fin de l'ère des Vikings les pousse à s'adonner à la piraterie en mer Baltique.
À partir du XIe siècle, la région subit l'influence du nouvel État polonais, créé à la fin du Xe siècle, qui prétend à une suzeraineté qu'il a du mal à imposer, mais les Allemands renforcent fortement leur présence et c'est eux qui vont imposer des changements majeurs.
- Âge des Vikings (793-1066), Varègues
- Royaume de Pologne (1025-1138), Maison Piast (960-1370)

### L'évêché de Riga et les chevaliers Porte-Glaive (XIIIesiècle)
Des efforts d'évangélisation ont lieu à la fin du XIIe siècle, époque où le pape Innocent III appelle en 1193 à la croisade contre les « peuples barbares » du Nord (1199).
En 1201, l'évêque de Brême crée en 1201 la ville de Riga, siège de l'évêché de Livonie, en plein territoire païen.
Mais cette enclave survit difficilement face aux raids des autochtones. Aussi, un ordre militaire et religieux est-il fondé en 1202 par Albert de Buxhoeveden, évêque de Livonie.
L'ordre, d'abord appelé Frères de la milice du Christ, est rapidement connu sous le nom d'ordre des chevaliers Porte-Glaive.
Dès 1237, sa faiblesse, l'agressivité des populations locales ainsi que des dissensions avec l'évêque de Rīga, l'obligent à fusionner avec l'ordre des chevaliers Teutoniques.
L'ordre devient une maîtrise de l'ordre Teutonique, gouverné par un maître provincial. Le territoire qui lui est affecté s'étend sur la Livonie (qui inclut la Courlande) et l'Estonie.
- Terra Mariana (1207-1561)
- État monastique des chevaliers Teutoniques (1226-1525)

### La période de la confédération livonienne
- Confédération livonienne (1228-1561)

## Les Temps modernes

### La sécularisation de l'ordre

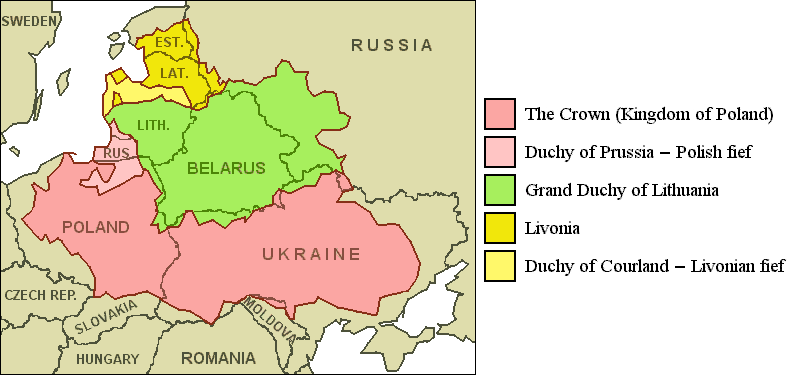
La Courlande à l'époque de la république des Deux Nations

En 1525, le grand-maître de l'ordre Teutonique, Albert de Brandebourg, se convertit au luthéranisme et sécularise les terres de l'ordre en Prusse, devenant duc de Prusse (Etat qui correspond à la région de Königsberg, la future « Prusse-Orientale »).
Walter de Plettenberg (1450-1535), maître provincial de Livonie et d'Estonie, resté catholique bien que les idées luthériennes aient pénétré sur ses terres, décide de racheter à Albert de Brandebourg le duché de Livonie ; il reconstitue l'ordre des Chevaliers porte-glaive et en devient le grand-maître. Il publie un édit de tolérance pour éviter à la Livonie les conflits religieux qui embrasent l'empire germanique. Ses successeurs s'efforcent de maintenir les positions de l'ordre en Livonie, malgré les ambitions du duc de Prusse, du roi de Pologne et du tsar (Ivan le Terrible).
En novembre 1557 Gotthard Kettler (1517-1587), coadjuteur du grand-maître Johann Wilhelm von Fürstenberg, doit faire face à une violente attaque russe. Il se tourne successivement vers l'empereur d'Allemagne, vers la Ligue Hanséatique et vers la Suède, mais en vain. Aussi, lorsqu'en 1559, la Russie lance une nouvelle attaque, Gotthard Kettler, devenu grand-maître, se résout à demander l'aide du roi de Pologne, moyennant des concessions. Gotthard Kettler, le cinquantième et dernier grand-maître de l'ordre, se convertit à son tour au luthéranisme et sécularise à son profit les terres de l'ordre.

### Le traité de Wilno (1561) et la suzeraineté polonaise
Par le traité de Wilno, le 28 novembre 1561, les terres de l'ordre sont divisées en deux parties : il cède la suzeraineté sur la Livonie à Sigismond II Auguste, roi de Pologne ; en échange celui-ci le reconnaît ainsi que sa descendance comme duc de Courlande et de Sémigalie. La capitale du duché passe de Rīga, qui devient polonaise, à Mitau (aujourd'hui Jelgava en Lettonie).
L'assemblée des États de Livonie ratifie le traité et la noblesse allemande prête hommage à son nouveau duc.
Le 5 mars 1562, à Rīga, Gotthard Kettler dépose solennellement le manteau des Chevaliers porte-glaive, et prête hommage au roi de Pologne.
En 1566, il épouse la princesse Anne de Mecklembourg-Schwerin (1485-1525). Les chevaliers de l'ordre imitent leur duc et se taillent des fiefs nobiliaires dans le duché, créant la noblesse locale des « barons baltes », d'origine allemande. L'artisanat et l'industrie sont aussi aux mains des Allemands qui constituent la majeure partie de la bourgeoisie tandis que la grande masse de la paysannerie reste coure ou live. Le latin, mais surtout l'allemand, deviennent les langues de l'administration, de la justice et de l'éducation.
Cependant, plusieurs territoires sont détachés du duché, la région de Grobin, prêtée par les chevaliers porte-glaive au duc de Prusse, ainsi que l'évêché de Piltene ou évêché de Courlande, appartient à Magnus, fils du roi de Danemark qui doit le rendre au duché de Courlande après sa mort (cette clause ne sera respectée que sous le règne de Guillaume Kettler).

### Les débuts du duché de Courlande et Sémigalie
De 1558 à 1583, le duché affronte la Russie d'Ivan le Terrible au cours de la guerre de Livonie (c'est la défaite de Gotthard Kettler au début de la guerre face aux Russes qui le force à se rapprocher et à passer sous suzeraineté polonaise).
Un livre de messe en letton avec un catéchisme est publié en 1586.
À la mort de Gotthard Kettler, ses deux fils Frédéric et Guillaume lui succèdent. En 1596, ils divisent le duché en deux duchés : la partie orientale ou Sémigalie (Zemgale), revient à Frédéric avec pour capitale Mitau ; Guillaume reçoit la partie occidentale, la Courlande proprement dite (capitale : Goldingen, actuelle Kuldinga).
La région de Grobin, mise en gage auprès de la Prusse, revient en 1609 dans le giron du duché grâce au mariage de Guillaume avec la fille du duc de Prusse. Plus tard il récupère l'évêché de Pilten où il développe la métallurgie et les chantiers navals dont les navires exportent les marchandises et les biens vers les pays voisins.

### La crise des années 1616-1621
Malheureusement, il entretient de mauvaises relations avec les grands propriétaires terriens issus comme lui des chevaliers porte-glaives. Ceux-ci sont soutenus par la Pologne qui voit là une occasion de reprendre la main dans un duché qu'elle ne contrôle pas. En 1616, le duc Guillaume est déposé ; l'année suivante, les statuts du duché sont modifiés, renforçant la mainmise de la noblesse germanique. Les villes libres de Courlande sont exclues de la diète ; la Courlande, comme la Pologne avant elle, devient une république nobiliaire où la noblesse rassemblée en diète élit son souverain. En 1620, l'assemblée des chevaliers de Courlande, la Ritterschaft, met en place un recensement des familles de la noblesse héréditaire de Courlande, afin d'exclure les parvenus. Guillaume s'exile à l'étranger et la couronne ducale est de nouveau réunie sur une même tête, celle de son frère Frédéric.
Au cours de la guerre polono-suédoise (1620-1629), la Suède victorieuse annexe en 1621 le nord de la Livonie (Livonie suédoise) et l'Estonie  et occupe Mitau. Le reste de la Livonie revient à la Pologne (en polonais Inflanty.

### Le règne de Jacob Kettler (1642-1681) et la colonisation courlandaise
Jacob Kettler (1610-1682) est élu duc en 1642. Son règne correspond au premier âge d'or du duché (qui compte 200 000 habitants à l'époque). Le nouveau duc qui a été en partie élevé hors du duché est influencé par la culture occidentale ; il s'entoure de conseillers étrangers et de Courlandais ayant voyagé à l'extérieur. Il poursuit l'œuvre de son oncle Frédéric dans les domaines de la métallurgie, de la construction navale et de la production de poudre à canon. Il établit des relations commerciales avec ses voisins, mais aussi avec la Grande-Bretagne, la France, les Pays-Bas, le Portugal...
C'est durant cette période que la Courlande (Jacob Kettler étant aussi très intéressé par le commerce) profitant de l'habileté séculaire des paysans courlandais comme marins développe les ports de Windau (Ventspils) et Libau (Liepaja) et fonde des colonies à Tobago aux Antilles en 1652, et sur l'île James au large de la Gambie en Afrique en 1651. Le duché est même la première puissance coloniale à envoyer des missionnaires protestants et à traiter d'égal à égal avec les populations africaines.
La Courlande possède alors une des principales flottes du monde, adossée à de puissants arsenaux. Sa marine de guerre comprend 61 unités et 1416 canons, ce qui correspond à cinquante pour cent de l'Invincible Armada de 1588 et trente sept pour cent de la marine de Cromwell en 1650. À tel point que lors de la guerre civile anglaise (1642-1648), le duc fournit au roi Charles Ier d'Angleterre, son parrain, six navires de guerre avec hommes, munitions et provisions.
La présence courlandaise est attestée par des documents dès 1645 aux Antilles, juste après les Danois, les Brandebourgeois et les Suédois. En fait dès 1638 une tentative de colonisation avec 217 colons a lieu à Tobago ; à cette époque les colons sont en paix avec les Indiens. En 1642, le duc Jacob aidé par les Hollandais envoie une nouvelle expédition qui débarque avec 300 colons sur le site de l'actuelle Courland Bay. Du tabac et de l'indigo sont plantés. Les Indiens aident les colons, à l'exception d'une minorité de colons qui se brouille avec eux et part s'installer au Suriname, en Guyane hollandaise. Devant l'échec de la colonisation, Tobago est mise en vente en 1647 et proposée à l'Angleterre mais il n'y a aucun acheteur. En 1650 la situation s'envenime et les Indiens massacrent les colons, les survivants partent au Guyana, la Guyane anglaise. Cette entreprise coloniale se concrétise réellement le 20 mai 1654, lorsque le vaisseau à deux ponts Duchesse de Courlande, armé de 45 canons et battant pavillon courlandais appareille de Windau avec les premières familles de colons pour Tobago. Vingt-cinq officiers, cent vingt quatre soldats et quatre-vingt familles ont embarqué à bord. Ce navire a été spécialement construit pour le transport des denrées tropicales en Europe. L'île James est occupée en 1651, sous le nom d'île Saint-André (Isla de Andrea), elle est prise en 1661 par les Anglais, qui la rebaptisent de son nom actuel. Elle sert au commerce de l'or et de l'ivoire et plus tard à celui des esclaves.
C'est le capitaine Willen Mollens (un Hollandais) qui a pris possession de Tobago au nom du duché de Courlande et baptisé l'île Nouvelle-Courlande en 1654. Les terres sont divisées en lots pour les cultures d'exportation et l'approvisionnement de la colonie. Le fort Jakobfort est érigé au sud-ouest de l'île, entouré d'habitations : la ville de Jakobstadt (Jamestown). D'autres noms inspirés de la mère patrie apparaissent, tels que Grande Baie de Courlande, Nouvelle Mitau, Baie de Libau...
Le duché s'enrichit grâce à sa flotte et ses colonies, le duc étant un des plus importants commerçants de son époque. Le duché exporte vers ses colonies bois de construction, matériel, verrerie, bijoux d'ambre, grain, bière, farine, viande et poisson salé. En retour il exporte vers la Pologne, la Suède, la Russie, la Grande-Bretagne, les Pays-Bas des oiseaux tropicaux, du coton, du gingembre, du sucre, de l'indigo, du rhum, du cacao, des écailles de tortues et des plumes d'oiseaux tropicaux.
Pour assurer sa tranquillité, le duc Jacob multiplie les représentations diplomatiques dans les villes marchandes, telles Stockholm, Dantzig, Berlin, Hambourg, Amsterdam, La Haye et les traités avec les grandes puissances, dont le plus notable est le traité de neutralité, signé en 1654 avec le Lord-protecteur d'Angleterre, Oliver Cromwell. Le drapeau courlandais, un crabe noir sur fond rouge, devient très vite connu dans le monde de la marine de commerce.
Cependant ce succès est terni par les guerres qui ravagent le vieux continent. La Pologne et la Suède se déchirent de nouveau. Cette dernière envahit le duché et l'occupe, le duc Jacob est retenu prisonnier de 1658 au 7 juillet 1660 (traité de paix d'Oliva près de Dantzig). Les deux colonies ont été ravagées et occupées par les Pays-Bas, qui ont détruit les plantations et les manufactures. La paix revenue Tobago est rendue au duché qui la conservera jusqu'en 1689. Le duché tente de reconstruire sa flotte et ses manufactures, mais il ne parviendra pas à retrouver sa prospérité des années 1650-1660.

### Fin duXVIIesiècleet début duXVIIIesiècle
Le duc Jacob meurt en 1682 et son fils Frédéric Casimir lui succède sous le nom de Frédéric II. Si le duché brille encore par son faste, c'est moins à cause de sa puissance, le duc étant peu intéressé par les choses de l'État, que par les fêtes qu'il donne pour lui-même. Il dépense sans compter l'argent du duché accumulé par son père et doit finalement se résoudre, pour éponger ses dettes, à céder Tobago aux Britanniques en 1689. Cet affaiblissement permet à la Pologne de s'immiscer dans la politique intérieure du duché, mais aussi à la Russie de Pierre le Grand qui cherche un débouché maritime sur l'occident. La première Bible traduite en Letton par le pasteur Gluck, éditée grâce à l'aide de la couronne suédoise, date de 1689.
À la mort de Frédéric II en 1698, son fils et successeur Frédéric Guillaume (1692-1711) n'a que six ans. C'est l'oncle de l'enfant, Ferdinand Kettler (1655-1737), général dans l'armée polonaise, d'une branche de la famille Kettler, reconvertie au catholicisme, qui assure la régence. La grande guerre du Nord faisant rage, la Russie en profite pour contrôler la Livonie et d'influer sur la politique de la Courlande. Le tsar Pierre le Grand reçoit une promesse de mariage entre Frédéric Guillaume et une de ses deux nièces Anna Ivanovna (fille du frère de Pierre, Ivan). L'union est célébrée à Saint-Pétersbourg en 1710 mais, sur le chemin du retour, le jeune duc (19 ans) tombe malade et décède en 1711. À partir de cette date, c'est Anna et la Russie qui vont tenir les rênes du duché.

### LeXVIIIesiècleet le triomphe de la Russie
Le duc étant mort sans postérité, c'est son oncle Ferdinand, l'ex-régent qui devrait lui succéder. Mais il est catholique et réside à Dantzig ce qui est contraire aux règles d'élection dans le duché. Âgé et de faible constitution, il s'avère incapable de faire valoir ses droits à la couronne ; il est rapidement chassé de Mitau la capitale par les troupes du Tsar. Étant aussi sans enfant, sa succession intéresse ses voisins, la Russie et la Pologne, mais aussi une foule d'autres candidats qui n'attendent même pas sa mort pour se manifester. Ferdinand souhaiterait le prince de Hesse-Cassel, la diète de Courlande veut Albert de Brandebourg (soutenu par la Prusse) et la Russie pousse la candidature d'Alexandre Menchikov, le favori du Tsar Pierre Ier. La surprise vient du roi de Pologne (qui est aussi Électeur de Saxe pour le Saint-Empire romain germanique). Désireux d'établir son fils bâtard, mais aussi de l'éloigner (il se montre très turbulent), le roi de Pologne propose le comte de Saxe, plus connu sous le nom de Maurice de Saxe. L'idée séduit le comte qui l'accepte. Pour parvenir à ses fins, le mieux est de se faire reconnaître par la diète, et d'épouser Anna, la veuve du dernier duc.
Maurice se rend en Courlande ; avec l'appui d'Anna, il est élu, par la diète réunie à Mitau, duc de Courlande et de Sémigalle (tous les descendants des chevaliers porte-glaives sont là) le 26 juin 1726. La diète de Courlande est dans un premier temps favorable à cette élection qui lui permet de garder son indépendance vis-à-vis de la Pologne, sans toutefois rompre avec elle.
Tout semble donc favorable au nouveau duc mais la situation va rapidement se dégrader. La diète de Pologne, suzerain de la Courlande, qui a des visées sur le duché refuse de ratifier l'élection. Frédéric-Auguste Ier qui en tant qu'électeur de Saxe avait poussé la candidature de son fils, se voit en tant que roi (élu par cette même diète Polonaise) de Pologne obligé de désavouer son fils, la diète agitant la menace d'une guerre entre la Pologne et la Saxe !
La situation s'aggrave encore lorsqu'Anna Ivanovna se rend compte que son fiancé la trompe avec une chambrière. Il perd sa confiance et son soutien. Maurice espère par ailleurs obtenir l'approbation de la Tsarine Catherine Ire de Russie qui lui est favorable et qui a succédé à Pierre le Grand.
Dans un premier temps, fort du soutien de Catherine, il refuse d'obtempérer. Il pense qu'aidé par la noblesse courlandaise et l'armée russe il pourra rapidement défaire l'armée polonaise dont il connaît les points faibles. Mais le revirement en Russie le prive de son principal appui : Catherine a changé d'avis peu avant sa mort et préfère un candidat de la Russie (Alexandre Menchikov) ou son gendre, le duc de Holstein-Gottorp. Catherine fait occuper le duché par ses troupes et envoie Dolgorouki à Mitau en juillet 1726 présenter l'un des candidats (qui n'est plus Alexandre Menchikov) de l'impératrice.
Mais Catherine meurt en 1727. Son successeur, Pierre (1715-1730), n'est qu'un enfant manipulé par les clans de la cour et le très intéressé Alexandre Menchikov qui profite de l'occasion pour arriver à ses fins et s'emparer de la couronne ducale pour son compte. Tout s'accélère : de neutre, la Russie devient agresseur. La diète de Courlande veut éviter la guerre et destitue Maurice qu'elle a élu quelques mois plus tôt. De toute façon, elle a refusé jusqu'ici de voter l'instauration du service militaire ou la création d'une armée permanente contraire aux libertés du duché. Sans crédits, sans véritable pouvoir (Ferdinand réfugié à Dantzig est toujours vivant) Maurice essaye d'organiser la défense d'un duché qui n'est même plus le sien ! Alexandre Menchikov envoie le Feld-maréchal Lascy avec 8 000 hommes de troupe occuper le duché. Ils franchissent la Dvina le 12 août 1727 et occupent Mitau sans coup férir. Maurice c'est réfugié sur une île du lac Usmaïz, fortifiée sommairement par ses soins avec trois mois de vivres et 300 soldats (des fantassins et des dragons) recrutés en Hollande. Sans livrer combat, Maurice s'enfuit le 19 août 1727 devant la menace de siège de l'armée russe. Il rejoint le port prussien de Memel. En chemin il tombe sur une escouade de cosaques qui exterminent son escorte ; ce seront les seuls morts de la Guerre de Succession de Courlande qui n'aura pas duré huit jours. Maurice gagne la France où il aura un rôle capital dans les guerres à venir. La guerre dans ce petit duché a bien failli une nouvelle fois embraser l'Europe.
Ferdinand, le dernier de la dynastie des Kettlers (mais il n'est pas duc) s'éteint en 1737. Entre-temps, Anna Ivanovna est devenue impératrice de toutes les Russies à la mort de Pierre II en janvier 1730.
Son favori, qu'elle a rencontré en Courlande Ernest Bühren, un ancien palefrenier de son beau-père intrigue à la cour russe et parvient à se faire nommer par elle duc de Courlande à la mort de Ferdinand. La langue de Molière étant à la mode, il a francisé son nom en Biron et sera de ce fait duc sous le nom de Ernst Johann Von Biron.
Son premier règne est court, il en profite néanmoins pour bâtir avec des subsides de la cour de Russie le palais de Rundale et reconstruire celui de Mitau, berceau de la dynastie Kettler, par le grand architecte italien Rastrelli.
La mort d'Anna en 1740 le fait tomber en disgrâce, il doit s'exiler avec toute sa famille en Sibérie. L'éloignement ne l'empêche nullement de gouverner au travers du Conseil ducal avec l'accord tacite de la Pologne. Cette situation déplait aux grands propriétaires terriens qui refusent d'entériner les décrets du conseil. Finalement, le roi Auguste III de Pologne prend parti pour ses derniers et décide d'imposer son fils, Charles Comte de Saxe (encore un !), sous le nom de Charles-Christian. Le duché se retrouve avec simultanément deux ducs rivaux à sa tête ! La situation devient tendue, chaque camp a ses partisans. Catherine II de Russie, nouvelle impératrice de Russie à partir de 1762, ramène le calme en rappelant Ernst Johann von Biron d'exil en 1763 désavouant ainsi la Pologne et son candidat Charles-Christian.
Biron, pour apaiser les esprits, doit toutefois abdiquer en faveur de son fils Pierre en 1769.
À partir de ce moment, le duché n'est plus qu'un pion aux mains de ses voisins la Pologne et la Russie qui chacun entretiennent des factions de leurs partisans au sein du duché. Le duché trouve son épilogue lorsque la Pologne, elle-même divisée, est découpée au cours du 3e partage de la Pologne en 1795. Le duc Pierre, contraint et forcé, signe une renonciation par laquelle il remet tous ses droits et prérogatives à la Russie le 28 mars 1795. Le duché de Courlande a cessé d'exister.

## La Courlande sous domination russe (1795-1917)
L'histoire de la Courlande se confond alors avec celle du gouvernement de Courlande qui deviendra en 1918 la Lettonie.
L'abolition du servage a lieu dès 1817 (1861 en Russie). En 1863, une réforme agraire essaie de redistribuer les terres à la population d'origine balte, la plus grande partie étant aux mains des descendants des propriétaires terriens de noblesse allemande. Des banques sont créées à cet effet pour racheter des fermes. L'opération échoue et la grande majorité de la population doit continuer de travailler pour les propriétaires allemands en se louant comme laboureurs, restant ainsi au bas de l'échelle sociale.
Ces grands domaines, gérés de façon scientifique, ont vu leur productivité augmenter, d'excellentes races de bétail, moutons et porcs apparaissant.
Dans le même temps, Libau et Mitau deviennent les deux principaux centres industriels du pays, avec de la sidérurgie, de la tannerie, de l'outillage agricole, des verreries et des usines de savon. Le filage du lin reste une activité familiale dans les campagnes. L'exploitation du fer, de la chaux et de l'ambre sur la côte de la mer Baltique sont les seules activités minières du pays.

## LeXXesiècle

### La Première Guerre mondiale et l'indépendance de la Lettonie
En 1914, la région, comme le reste de la Russie, est dans le camp des alliés de la Triple-Entente franco-britannique contre l'Allemagne de Guillaume II. Au début de la guerre, les classes dirigeantes (les fameux barons baltes) malgré leurs penchants germaniques restent fidèles à la Russie et au Tsar, même si un grand nombre s'enrôle sous la bannière allemande et part combattre sur le front français. La population de langue lettone est incorporée dans les régiments de l'armée impériale russe sans toutefois constituer d'unités lettones à part entière : les autorités russes craignent depuis la révolution de 1905 les Lettons, considérés comme révolutionnaires. La Russie considère d'abord la région comme un front secondaire, elle l'utilise comme réservoir de main d'œuvre et réquisitionne d'énormes quantités de blé et de bétail pour affaiblir la population et couper court à toute velléité d'indépendance de la Courlande.
Par ailleurs, l'administration locale des barons baltes essaie par tous les moyens de freiner l'élan de patriotisme des Lettons (appel des députés de la Douma, J. Goldman et J. Sahlit à Petrograd le 19 juillet 1915) qui s'enrôlent dans l'armée russe avec l'arrière-pensée d'obtenir pour leur pays une forme d'autonomie ou du moins de se défaire de la tutelle de l'élite allemande. Tout change avec les premiers revers de l'armée russe. Le front oriental se stabilise sur les rives de la Dvina, coupant le pays en deux. La population germanophone retire son soutien à la Russie et favorise l'avancée des troupes allemandes : par exemple, Goldingen est prise par une douzaine de chasseurs allemands. Environ 70 % de la population lettone a fui devant les soldats allemands (sur 800 000 hab en Courlande, il en reste à peine 210 000 dans les territoires occupés par le Oberbefehlshaber der gesamten Deutschen Streitkräfte im Osten), en laissant tout derrière elle, s'éparpillant sur les routes de l'empire russe. Les autorités militaires russes décident alors dans l'urgence, le 23 juillet, à la suite de l'appel des députés Goldman et Sahlit de créer huit régiments de tirailleurs lettons. Ceux-ci stoppent l'avancée allemande devant Rīga, sauvant la ville au prix de lourdes pertes. Leur action est déterminante. Les volontaires lettons ont afflué de toute la Russie, mais aussi du monde entier, d'Amérique et même d'Australie ! Les autorités militaires russes donnent la consigne de laisser les Lettons quitter leurs régiments d'origine pour gagner les unités lettones. Leur bonne instruction (les moujiks russes sont en majorité analphabètes) en fait souvent des cadres de leurs régiments, aussi leur départ risque de les désorganiser et est souvent refusé.
La révolution russe de 1917 change encore une fois le destin du pays. Avec le traité de Brest-Litovsk le 15 décembre 1917, l'Empire allemand agrandit ses possessions à l'est. Avec la prise de pouvoir des Bolcheviks, les huit régiments lettons forment les bases de l'Armée rouge et plus tard celles de l'armée de libération de la Lettonie. La paix entre la Russie et les empires centraux est signée le 3 mars 1918. Lénine a bradé l'empire russe pour sauver la révolution. Il perd l'Ukraine, la Finlande et les Pays baltes.
Dès le traité d'armistice, les troupes allemandes ont organisé les territoires baltes qu'elles occupent en Landesrats. Le but est de germaniser ces territoires, comme en son temps l'Alsace-Lorraine ou Posen. Les membres de ces assemblées sont les présidents des Conseils ruraux et les maires nommés par les Allemands, ainsi que les représentants de la noblesse allemande, ceci pour donner un aspect légal à la situation. La minorité germanique (7 % de la population) cherche à gommer tout ce qui fait référence à la culture lettone. Le pasteur Bernewitz, surintendant de l'église de Courlande, fait un discours à Berlin où il stipule que le sol de Courlande attend les colons allemands. Aussi le 8 mars 1918, cinq jours après le traité de paix, le Landesrat de Courlande décide de rétablir le duché de Courlande et d'en offrir la couronne à la dynastie des Hohenzollern. Le 12 avril le Landesrat uni de Rīga, de Livonie, d'Estonie et de l'île d'Oesel se constitue en Monarchie baltique, et cette fois encore la couronne est offerte à l'empereur allemand, qui, en sa qualité de roi de Prusse, doit créer une union personnelle entre le royaume de Prusse et l'État baltique. Le gouvernement allemand vient maintenant de donner des instructions en vue de la conclusion d'une convention militaire et économique entre l'Allemagne et le duché de Courlande.
Le 18 novembre 1918, après l'armistice et la reddition totale des forces allemandes, la Lettonie proclame son indépendance. La Lettonie est une nouvelle formation territoriale qui a réuni en conglomérat les territoires de la Courlande, de la Latgale et d'une partie de la Livonie avec la ville hanséatique de Riga, peuplée majoritairement par les Allemands et les Russes. De son côté, la Russie soviétique dénonce le traité de paix conclu moins d'un an auparavant. Les Alliés, soucieux de repousser l'expansion soviétique à l'ouest et d'empêcher l'Allemagne de se tailler un empire sur la Baltique soutiennent le gouvernement provisoire letton. Leur attitude reste toutefois longtemps ambiguë. Fin 1918 les forces bolcheviques ont conquis une grande partie des provinces baltiques et en particulier la Livonie (dont Rīga) et une partie de la Courlande. Elles pensent pouvoir atteindre les rivages de la mer Baltique, mais la contre-offensive allemande (les alliés laissent faire les Allemands, ils font le sale boulot à leur place) en mars 1919 du nouveau gouverneur Von der Goltz met fin à l'avance bolchevique. Von der Goltz veut utiliser les Pays Baltes pour prendre une revanche contre les Alliés avec l'aide d'une Russie qu'il aurait débarrassé des bolcheviques. Il soutient un coup d'état le 16 avril des barons baltes contre le gouvernement provisoire letton. Les alliés arment le gouvernement letton contre les barons baltes et, fin 1919, la plupart des soldats allemands sont repoussés hors du territoire letton.
Il faudra toutefois deux ans aux Lettons pour chasser définitivement les Soviétiques et les Allemands de leur pays. La Russie signe un traité de paix avec la Lettonie le 11 août 1920, le pays est reconnu par les puissances occidentales le 26 janvier 1921.

### La Seconde Guerre mondiale
À la suite du Pacte germano-soviétique, la région est annexée par l'URSS en juin 1940. Mais l'opération Barbarossa du 22 juin 1941 voit la province changer de mains pour passer sous le contrôle allemand. La région est traversée par le groupe d'armées Nord, dirigé par le Feld Maréchal Wilhelm Ritter von Leeb. Durant l'occupation allemande, la communauté juive est totalement exterminée (elle était presque aussi vieille que la communauté allemande).

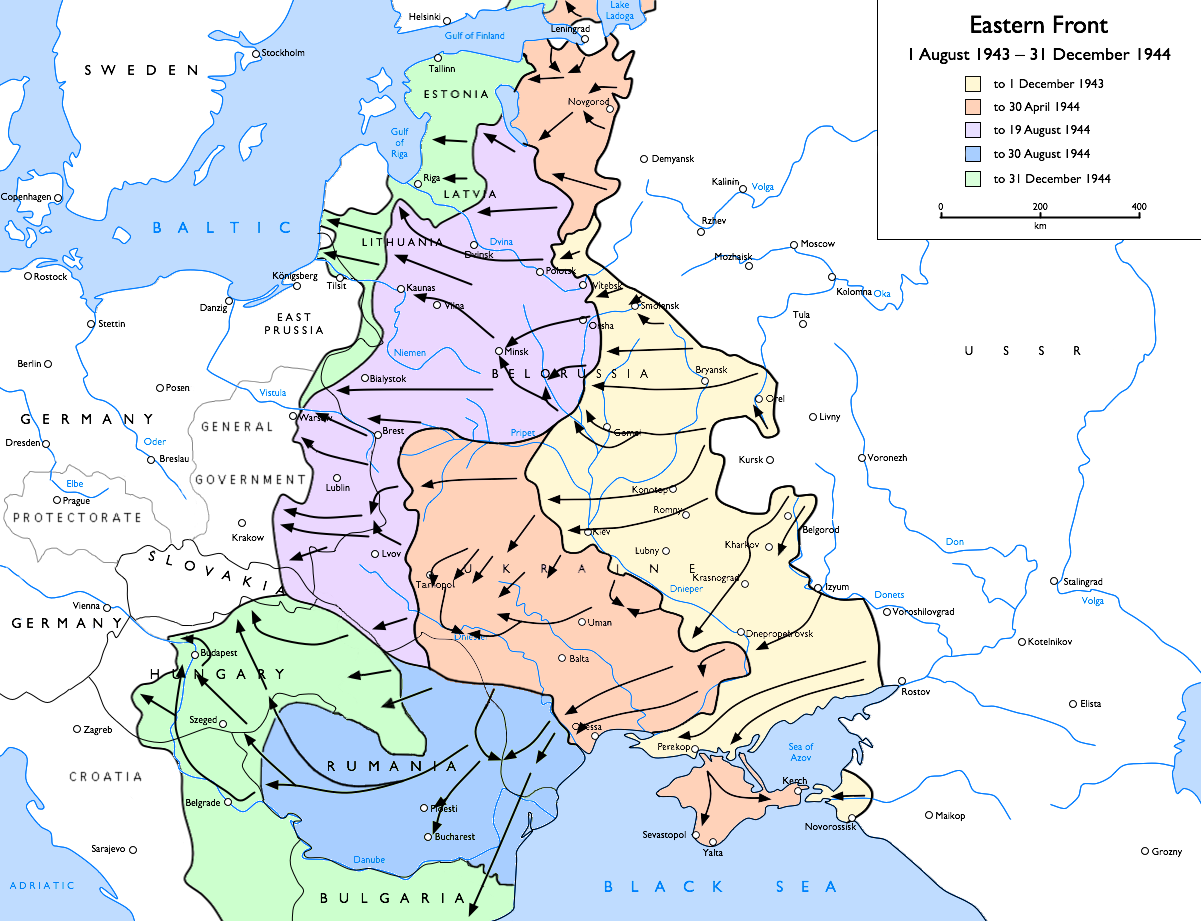
Avancée soviétique du 1er septembre 1943 au 31 décembre 1944 : la poche de Courlande est visible au nord.

En 1944, l'Armée rouge menace la péninsule, occupée par les troupes allemandes depuis 1941. Environ 200 000 soldats Allemands se retrouvent encerclés dans la péninsule de Courlande. Dans un premier temps, les troupes soviétiques négligent les unités de la Wehrmacht stationnées en Courlande, leur objectif principal étant Berlin, via la Prusse. Le général Heinz Guderian insiste auprès d'Adolf Hitler pour évacuer les soldats par la mer afin de les utiliser pour la défense du Reich. Ce dernier refuse catégoriquement, les troupes devant protéger les bases de U-Boots de la mer Baltique. Le 15 janvier 1945, le groupe d'armées Courlande (Heeresgruppe Kurland) est organisé sous les ordres du général Lothar Rendulic : il comprend notamment des unités lettones de la Waffen-SS (15e division SS de grenadiers (1re lettone) et 19e division SS de grenadiers (2e lettone)) qui défendent la péninsule lettone. Ce groupe d'armées se rend le 8 mai 1945, jour de l'armistice à l'ouest, son dernier commandant en chef, le général Carl Hilpert présentant sa reddition au maréchal Govorov, le commandant des troupes soviétiques de ce front. Il ne reste à cette date que 31 divisions de diverses natures côté allemand. Dès le 9 mai, les prisonniers prennent la direction des camps de prisonniers de l'Est ; très peu reverront l'Allemagne.

### La Courlande à l'époque de la Lettonie soviétique
La province conquise est alors rattachée à la république socialiste soviétique de Lettonie. Les populations allemandes qui n'ont pas déjà fui — certaines sont installées là depuis 1202 — sont expulsées par le nouveau gouvernement letton et leurs biens confisqués (beaucoup de châteaux sont transformés en écoles, en mairie ou en granges, quand ils ne sont pas tout simplement détruits). Ces Allemands se réfugient en Allemagne de l'Ouest ou en Europe de l'Ouest.
Avec l'effondrement du mur de Berlin en 1989, les évènements se précipitent. Le 4 mai 1990, le Soviet suprême de Lettonie et son président Anatolijs Gorbunovs proclament le retour à l'indépendance qui est reconnue par la communauté internationale le 6 septembre 1991. Entre-temps, les troupes soviétiques auront tenté en vain de maintenir leur pouvoir mais la population, au prix de plusieurs morts obtient, gain de cause. Le dernier soldat soviétique quitte le pays le 31 août 1994. Le 1er mai 2004, la Lettonie et dix ex-républiques de l'Est ont rejoint l'Union européenne et l'OTAN.

### La Courlande dans la Lettonie indépendante
Actuellement 14 députés représentent la Courlande au Saeima, le parlement letton unicaméral qui comporte 100 sièges. Il est élu au suffrage universel direct tous les quatre ans.
Si l'allemand était jusqu'à l'expulsion de ses locuteurs la langue des élites du duché, le couronien (qui a donné son nom à la région) était la langue principale de la population, avec ses cousines les langues baltes orientales : le sémigalien, le samogitien, le sélonien et le skalvien aujourd'hui presque toutes disparues. Il reste quelques locuteurs de couronien à l'heure actuelle.
Avec l'ouverture à l'Ouest, des descendants de Baltes allemands, regroupés en associations d'expatriés, sont retournés sur les terres de leurs ancêtres. Certains ont même racheté le château familial pour le restaurer.